# Orden 439 del NKVD
La Orden 439 del NKVD, firmada por Nikolái Yezhov el 25 de julio de 1937, fue la base de la operación alemana del NKVD en 1937-1938. La operación fue la primera de una serie de operaciones nacionales del NKVD.
La orden ordenó arrestar ciudadanos de Alemania, así como ex ciudadanos alemanes que adquirieron la ciudadanía soviética. Los ciudadanos alemanes que trabajaban en ferrocarriles y empresas de defensa eran calificados como "agentes penetrados del Estado Mayor alemán y de la Gestapo", listos para la actividad de desviación "durante el período de guerra" (N.B.: la guerra era considerada inminente).
Durante el primer mes de la operación, 472 personas fueron detenidas; El número total fue alrededor de 800 personas, o alrededor del 20% del número total de ciudadanos alemanes registrados en el momento.
La orden también ordenó estar preparado para la segunda ola de represiones contra los ciudadanos soviéticos de etnia alemana. De hecho, la operación nacional contra ciudadanos soviéticos de ascendencia alemana resultó en la sentencia de al menos 55.005 personas, incluyendo 41.898 condenados a muerte.